# Ivan Vinogradov
Ivan Matveevich Vinogradov (em russo:  Иван Матвеевич Виноградов; Velikiye Luki, 14 de setembro de 1891 — Moscou, 20 de março de 1983) foi um matemático russo.
É reconhecido como um dos fundadores da teoria analítica dos números.
Foi laureado com a Medalha de Ouro Lomonossov de 1970.

## Obras
- Elemente der Zahlentheorie (= Hochschulbücher für Mathematik. Volume 22). Deutscher Verlag der Wissenschaften, Berlim 1955
- Selected Works. Berlin, New York, Springer-Verlag, 1985, ISBN 0-387-12788-7
- Vinogradov, I.M.: Elements of Number Theory. Mineola, NY: Dover Publications, 2003, ISBN 0-486-49530-2
- Vinogradov, I.M.: Method of Trigonometrical Sums in the Theory of Numbers. Mineola, NY: Dover Publications, 2004, ISBN 0-486-43878-3
- Vinogradov, I.M. (Ed.): Matematicheskaya entsiklopediya. Moscow, Sov. Entsiklopediya, 1977. Inzwischen ins Englische übersetzt und erweitert als Encyclopaedia of Mathematics.